# Rock Creek Butte
Rock Creek Butte, v mapách také uváděná jako Elkhorn Peak, je hora v Baker County, na severovýchodě Oregonu. S nadmořskou výškou 2 776 metrů je nejvyšším vrcholem pohoří Blue Mountains.
Rock Creek Butte tvoří nejvyšší část horského hřebene Elkhorn Ridge. Nachází se v národním lese Whitman National Forest.